# Dangerously in Love (Lied)
Dangerously in Love ist ein R&B-Soul-Lied der US-amerikanischen R&B-Girlgroup Destiny’s Child. Frontfrau Beyoncé Knowles schrieb und produzierte das Lied. Die Ballade wurde erst für Destiny’s Childs drittes Studioalbum Survivor aus dem Jahre 2001 aufgenommen. Knowles singt dieses Lied, wie viele andere des Albums, komplett solo.
Im Jahre 2003 nahm Knowles das Lied für ihr gleichnamiges Debütalbum auf. Das Lied heißt dort Dangerously in Love 2, um das Lied vom Album und dem gleichnamigen Song von Destiny’s Child zu unterscheiden.

## Hintergrund und Kritik
Die Destiny’s-Child-Version des Liedes schaffte es nicht in die Charts. Deshalb wurde es zur Promotion benutzt und nicht als Single veröffentlicht. Von Kritikern wurde das Lied durchgehend gelobt und als Highlight des Albums Survivor beschrieben.

## Auszeichnungen für Musikverkäufe
| Land/Region               | Auszeichnungen für Musikverkäufe (Land/Region, Auszeichnung, Verkäufe) | Verkäufe  |
| ------------------------- | ---------------------------------------------------------------------- | --------- |
| Vereinigte Staaten (RIAA) | Platin                                                                 | 1.000.000 |
| Insgesamt                 | 1× Platin ·                                                            | 1.000.000 |

Hauptartikel: Beyoncé/Auszeichnungen für Musikverkäufe

## Dangerously in Love 2
Knowles nahm das Lied 2003 für ihr -Debütalbum Dangerously in Love erneut auf, diesmal mit dem Titel Dangerously in Love 2. Knowles’ Version des Titels wurde von Kritikern noch mehr gelobt, als die originale Fassung von Destiny’s Child. In den USA erhielt das Lied starkes Radio-Airplay und wurde dort als letzte Single des Albums veröffentlicht. In anderen Ländern wurde das Lied, für das es kein offizielles Musikvideo gibt, nie veröffentlicht. Das Lied ist auf Knowles’ DVD Beyoncé: Live at Wembley enthalten.
Knowles sang Dangerously in Love 2 das erste Mal bei der Grammyverleihung 2004 live, wo das Lied in der Kategorie Best Female R&B Vocal Performance einen Grammy gewinnen konnte. Beyoncé singt das Lied oft live zusammen mit Crazy in Love, und auf ihrer ersten Welttour, der The-Beyoncé-Experience-Tour, mit ihrer Live-Coverversion von Jill Scotts Lied He Loves Me (Lyzel in E Flat) aus dem Jahr 2000.

### Chartplatzierungen
Beyoncés Version des Liedes konnte sich 2004 in vielen US-Charts platzieren; dabei nutzte Knowles das Lied als Promotion für das gleichnamige Album. In den amerikanischen Billboard Hot 100 erreichte die Single Platz 57 und später Platz 17 in den Hot R&B/Hip-Hop Songs Charts. Mit der Veröffentlichung von Knowles drittem Studioalbum I Am … Sasha Fierce erreichte das Lied 2009 Platz 31 der US Billboard Hot Ringtones Charts, fünf Jahre nach seiner Veröffentlichung als Single und acht Jahre nach der Veröffentlichung der Destiny’s-Child-Version.
| ChartsChartplatzierungen       | Höchstplatzierung | Wochen |
| ------------------------------ | ----------------- | ------ |
| Vereinigte Staaten (Billboard) | 57 (20 Wo.)       | 20     |

### Auszeichnungen für Musikverkäufe
| Land/Region               | Auszeichnungen für Musikverkäufe (Land/Region, Auszeichnung, Verkäufe) | Verkäufe |
| ------------------------- | ---------------------------------------------------------------------- | -------- |
| Vereinigte Staaten (RIAA) | Gold (Mastertone)                                                      | 500.000  |
| Insgesamt                 | 1× Gold ·                                                              | 500.000  |

Hauptartikel: Beyoncé/Auszeichnungen für Musikverkäufe